# 基茨比黑勒山

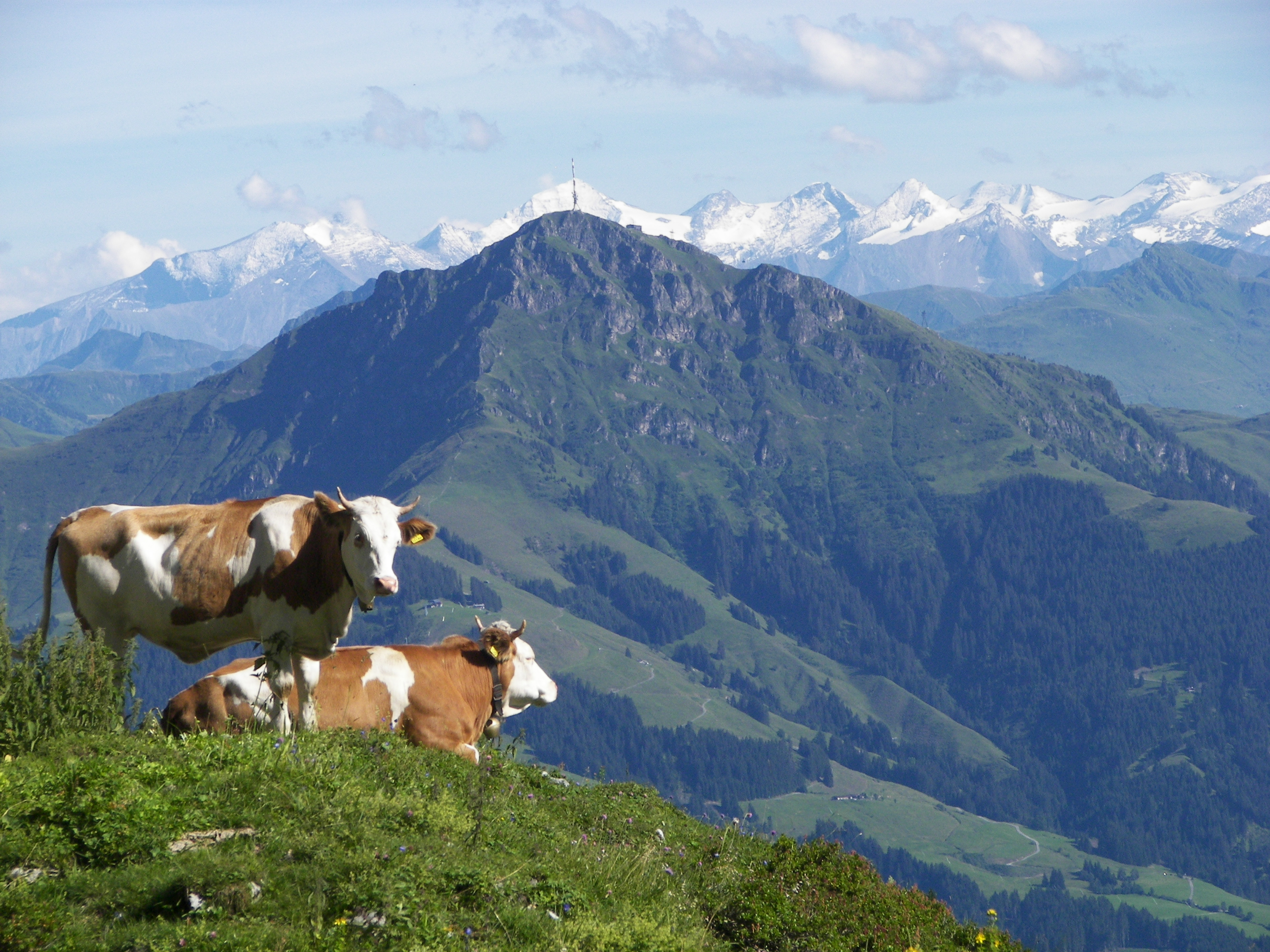

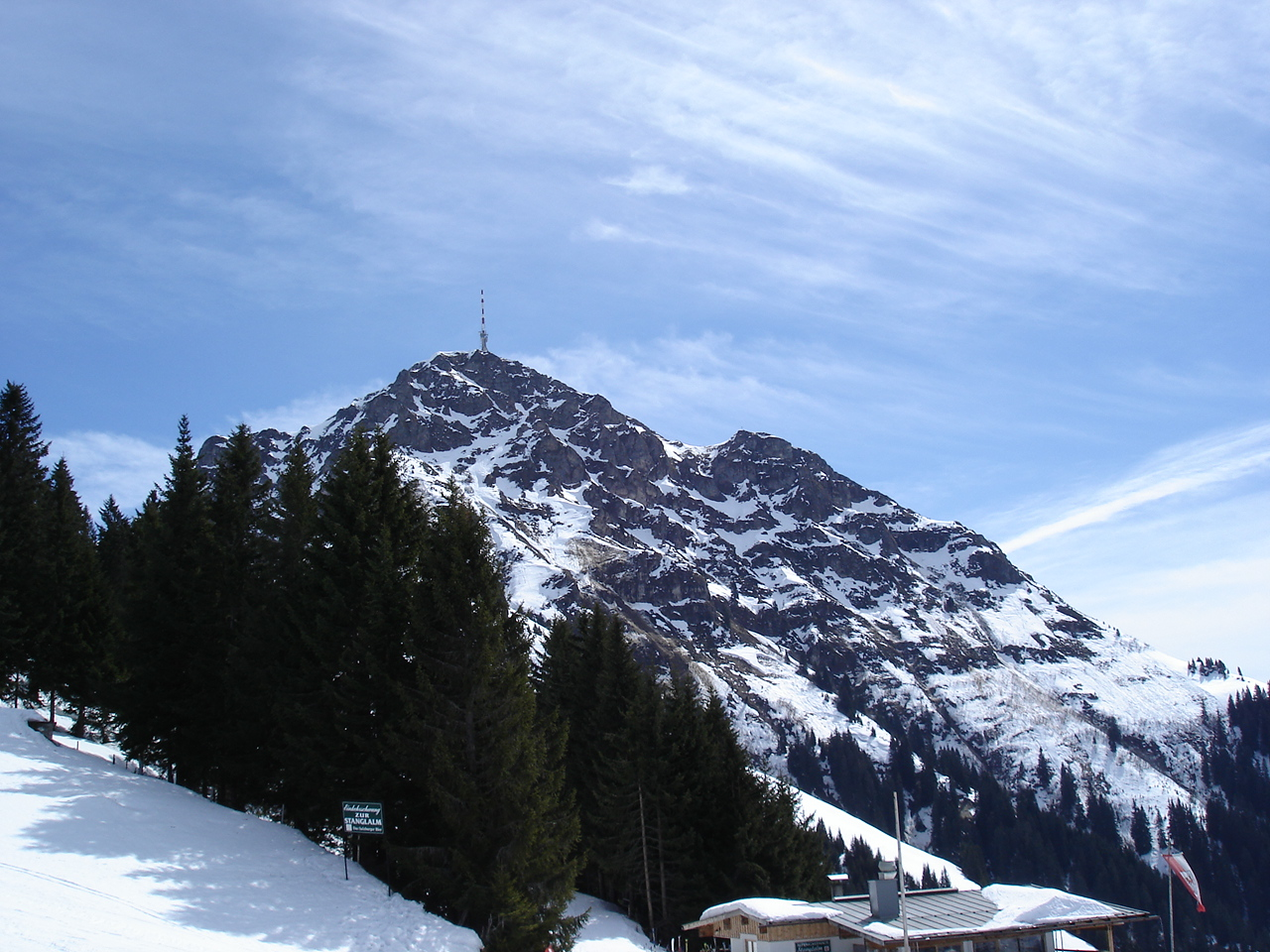

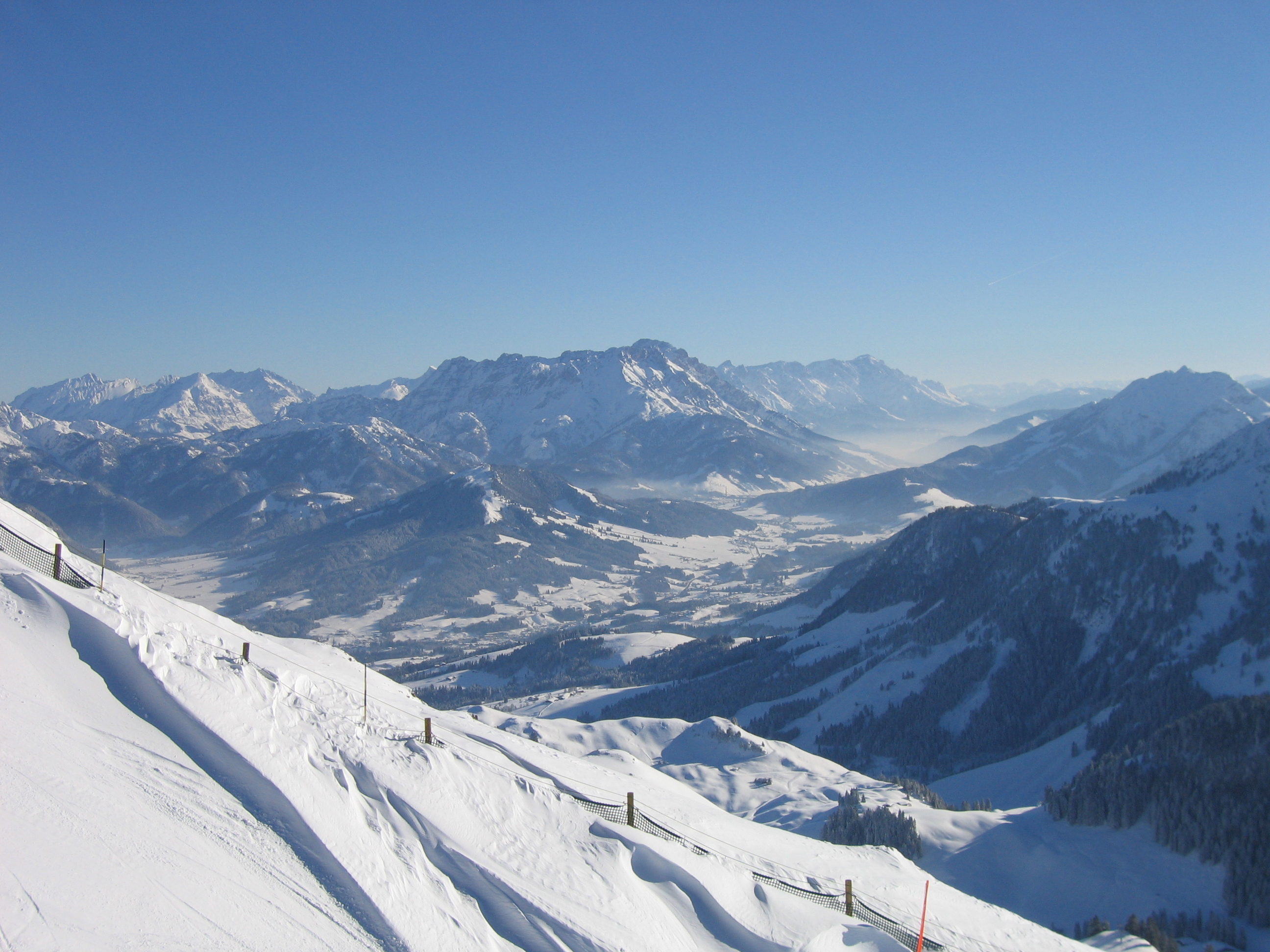

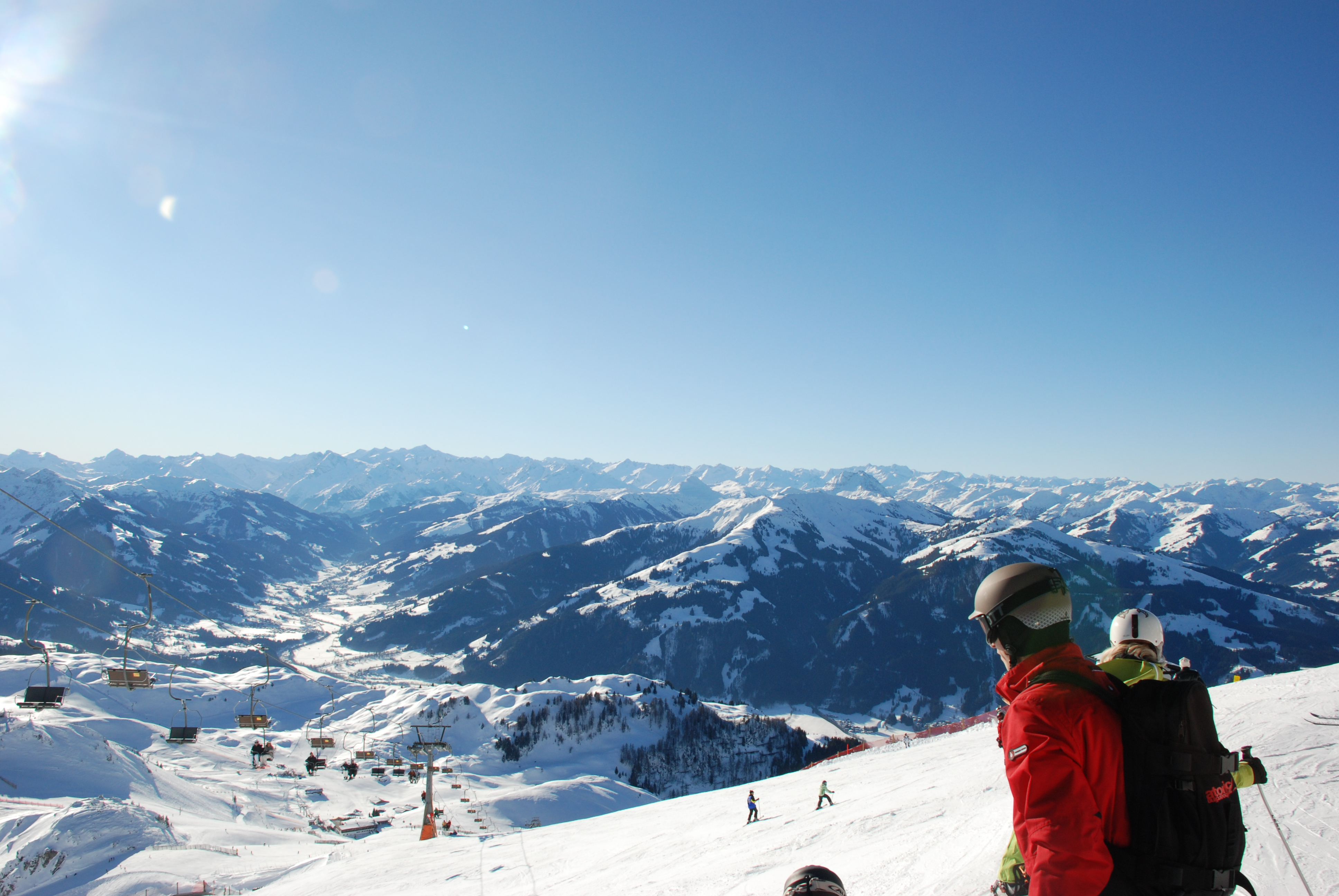

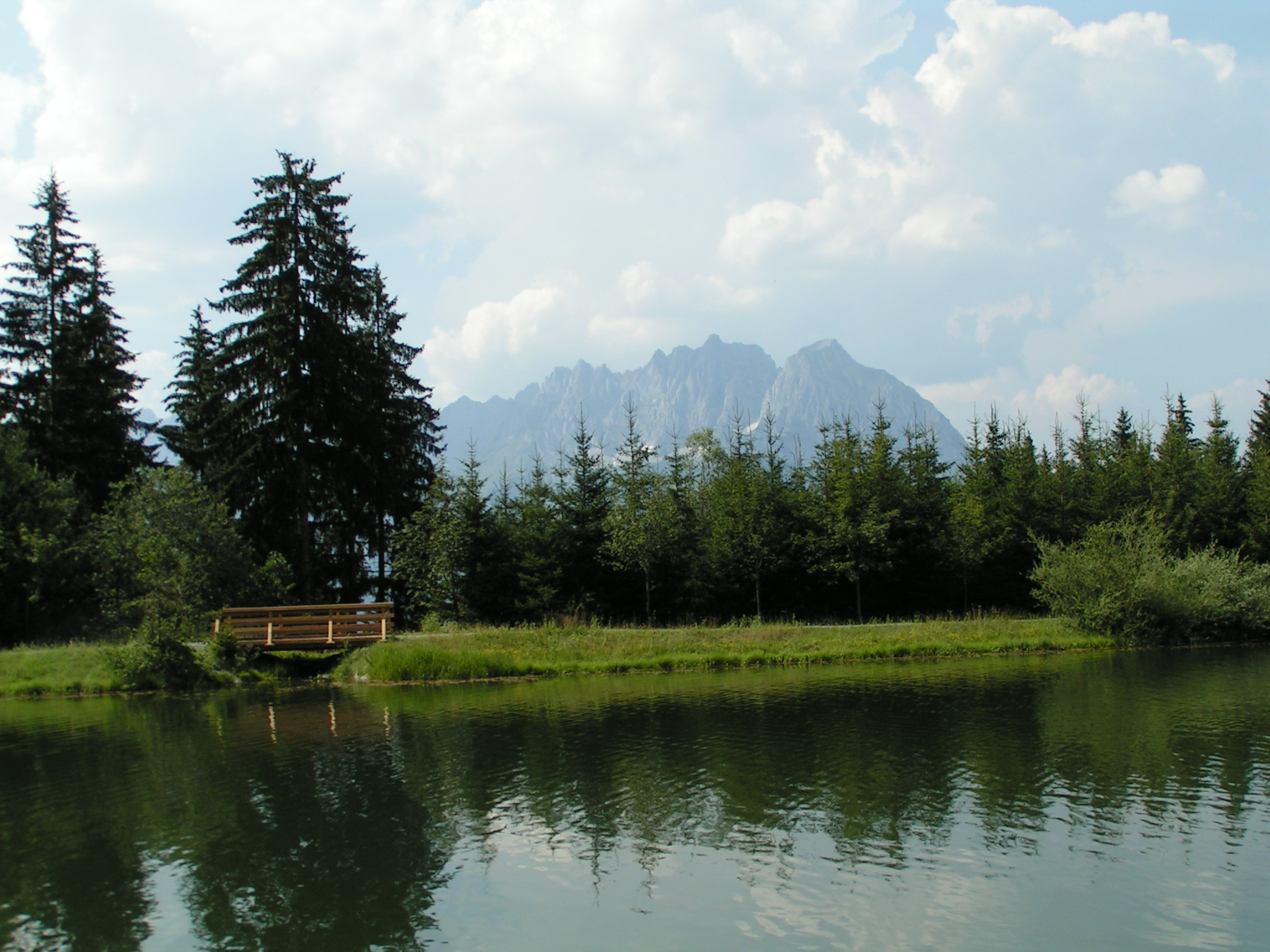

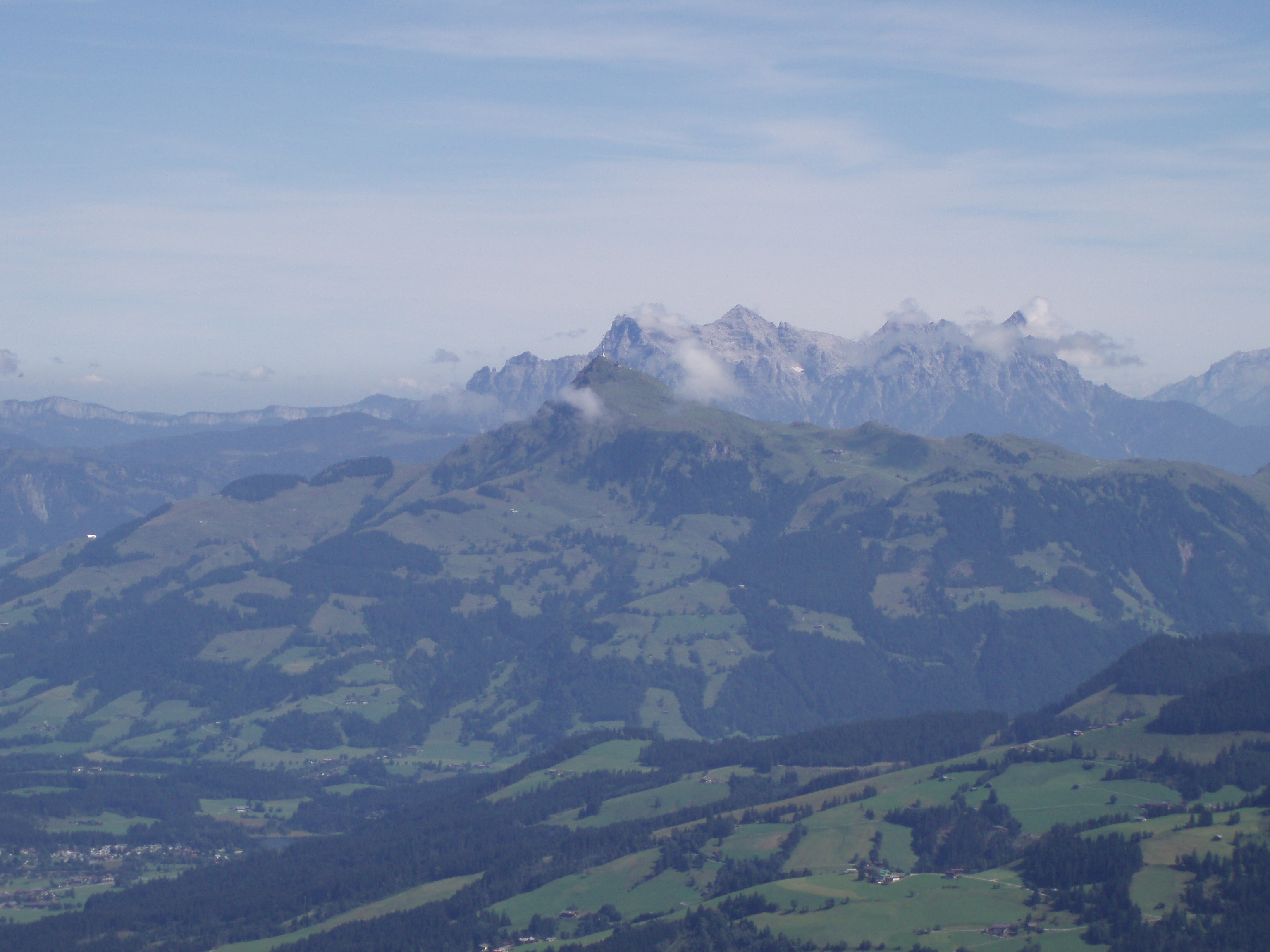

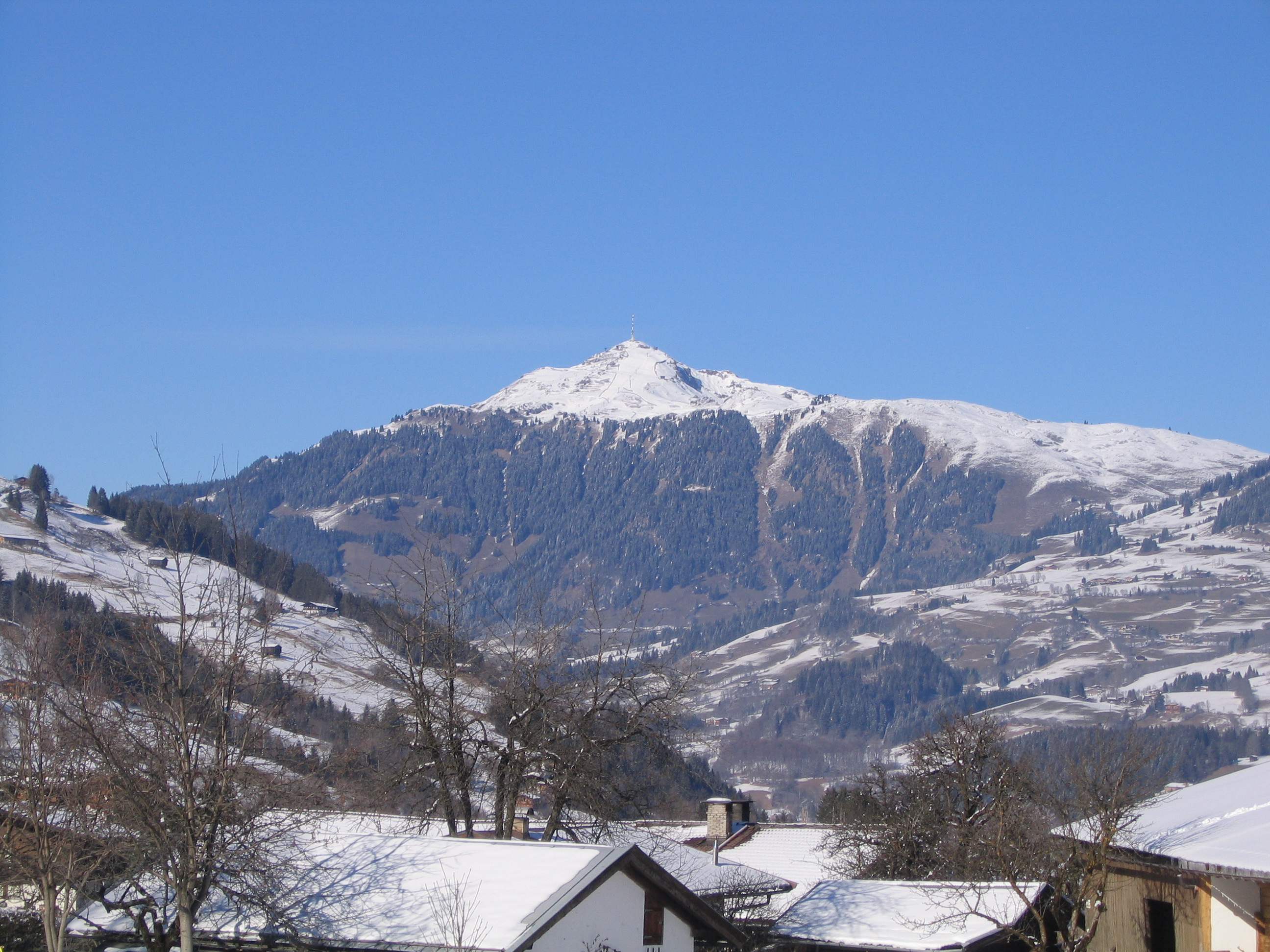

47°28′36″N 12°25′51″E / 47.47667°N 12.43083°E
基茨比黑勒山（德語：Kitzbüheler Horn），是奧地利的山峰，位於該國西部，由蒂羅爾州負責管轄，屬於基茨比爾阿爾卑斯山脈的一部分，海拔高度1,996米，每年平均降雨量1,971毫米。